# Hanne Pedersen
Hanne Pedersen (* 4. Juli 1963) ist eine ehemalige dänische Fußballspielerin.

## Karriere

### Verein
Pedersen spielte ausschließlich für den in der Kommune Rødovre in der Nähe von Kopenhagen ansässigen Rødovre Boldklub in einer unterklassigen Liga Vereinsfußball.

### Nationalmannschaft
Pedersens Länderspieldebüt erfolgte am 14. Juli 1982 in Kolding im ersten Spiel des Turniers um die Nordische Meisterschaft, das gegen die Nationalmannschaft Norwegens 1:1 unentschieden endete. Des Weiteren kam sie im zweiten bis sechsten Spiel der EM-Qualifikationsgruppe 4 im Jahr 1983 sowie in den beiden – mit 1:2 in Crewe und 0:1 in Hjørring verlorenen – EM-Finalspielen 1984 gegen die Nationalmannschaft Englands zum Einsatz. Ein weiteres und letztes EM-Qualifikationsspiel bestritt sie mit dem ersten der Gruppe 1 am 24. Oktober 1984 beim 1:1-Unentschieden gegen die Nationalmannschaft Finnlands.
Zudem bestritt sie am 10. August 1983 in Mellerud und am 22. Mai 1987 in Vä die beiden Freundschaftsspiele gegen die Nationalmannschaft Schwedens, von denen das erste mit 1:2 verloren, das zweite mit 1:0 gewonnen wurde, das zugleich auch ihr letztes Länderspiel war.

## Erfolge
- Halbfinalist Europameisterschaft 1984
- Nordischer Meister 1982